# 光州都市鉄道
光州都市鉄道（クアンジュとしてつどう）は、光州交通公社が運営している大韓民国光州広域市の都市鉄道である。

## 概要
当初は5路線を建設する計画が立てられたが、1997年のIMF救済金融事件などの影響により、既に着工していた1号線以外の計画は破棄された。2000年以降に再検討が行われ3路線を建設する計画に変更されたが、後に3号線の構想は撤回され、代わりに2号線を環状線化する計画に再変更された。
2015年の湖南高速線の開通により利用客が増加した光州松汀駅を経由することから、1号線の利用客も大幅に増加した。

## 歴史
- 1996年8月28日：1号線一期区間（鹿洞駅 - 尚武駅）着工。
- 2000年4月6日：1号線二期区間（尚武駅 - 平洞駅）着工。
- 2004年4月28日：1号線一期区間開通。
- 2008年4月11日：1号線二期区間開通。

## 路線

### 営業中
- 1号線：鹿洞駅 - 平洞駅、市内を東西に結ぶ。

### 建設中
- 2号線：市内を一周する環状線および支線が計画されている[1]。

## 運賃
- 大人普通運賃は全区間均一1400ウォン。
- 交通カード利用時の大人運賃は全区間均一1250ウォン。